# کرنومتر

نحوه کار کرنومتر

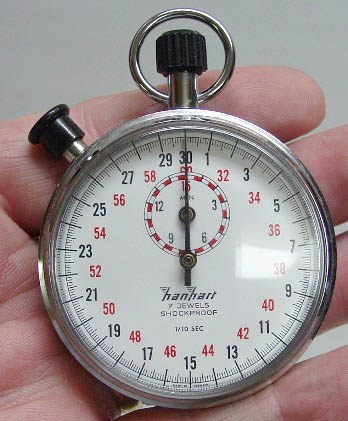
کرنومتر با قابلیت اندازه‌گیری زمان تا ۱۰/۱ ثانیه

کُرُنومِتر نوعی زمان‌سنج است که برای اندازه‌گیری بازه‌ای از زمان طراحی شده است. کرنومتر زمان را از هنگامی‌که فعال شده تا هنگامی‌که متوقف می‌شود محاسبه می‌کند. نوع بزرگ کرنومترها که برای مشاهده زمان از فاصله دور طراحی شده‌اند در استادیوم‌ها استفاده می‌شود.
کرنومتر یک ساعت مچی با دقت بالاست که قادر به نمایش ثانیه می باشد که این ساعت در طی چندین روز در موقعیت های مختلف و دما حرارت های مختلف توسط یک شخص رسمی از COSC آزمایش شده است.